# 山河月明
《山河月明》（原名：江山紀），2022年中國大陸以大明王朝為背景的歷史劇，由高希希執導，馮紹峰、穎兒、陳寶國、張豐毅等主演的歷史劇。於2022年4月6日在北京衛視及優酷首播。原劇名《江山紀》，原劇80集經刪減為45集。台灣OTT由MyVideo7/15起同步跟播、MOD （页面存档备份，存于）與HamiVideo （页面存档备份，存于）7月22日起，LiTV 線上影視7月29日起，同步跟播上架。

## 播出時間

### 首播
| 頻道                       | 所在地   | 播出日期                    | 播出時間                                                       |
| 北京衛視                   | 中国大陆 | 2022年4月6日－2022年4月28日 |                                                                |
| 優酷                       | 中国大陆 | 2022年4月6日－2022年5月21日 |                                                                |
| 愛奇藝                     | 中国大陆 |                             | 每週日至週五19:35更新2集，週六19:35更新1集，會員每日22點同步。 |
| LiTV 線上影視              | 臺灣     |                             | 7月29日起，每週一至週五，中午12點更新2集                       |
| MyVideo                    | 臺灣     |                             | 7月15日起，每週一至週五，早上10點更新                          |
| Mod （页面存档备份，存于） | 臺灣     |                             | 7月22日起，每週五更新10集                                      |
| Hami Video                 | 臺灣     |                             | 7月22日起，每週五更新10集                                      |
| MOD 龍華戲劇               | 臺灣     | 2022年10月5日-2022年11月4日 | 週一至週五晚上六點                                             |
| Netflix                    | 臺灣     | 2022年12月9日               |                                                                |
| CCTV-8                     | 中国大陆 | 2022年12月11日              | 每晚十點二十分，二集連播                                       |
| 緯來戲劇台                 | 臺灣     | 2023年12月14日              | 週一至週五晚間十點                                             |

## 劇情概述
明太祖四子燕王朱棣，少年時代追隨徐達喋血沙場，歷經戰陣，終於成長為合格的軍事統帥。期間經過朝堂之爭與宮闈之變的洗禮，朱棣漸漸成長為成熟的政治家，在妻族和追隨者的支持下，他駐節北平，誓為大明守衛北疆。
朱元璋死後，繼位的建文帝受齊泰等蠱惑，而下詔削藩。周王朱橚、湘王朱柏等藩王遭到建文朝廷廢為庶人，尤其湘王不堪受辱，舉火自焚，死後被強加「戾」的惡諡。盛怒下的朱棣終於發動靖難之役，經過四年的血戰，朱棣率軍進入應天府，在孝陵祭奠亡父後，登基為皇，改元「永樂」，是為明成祖（亦為明太宗文皇帝）。成祖在位二十二年間，揮軍收復安南故土，七下西洋，五伐漠北，修治永樂大典，遷都北平，開創煊赫的「永樂盛世」。

## 演員列表

### 領銜主演
| 演員           | 角色   | 簡介 |
| 馮紹峰         | 朱棣   | 明朝第三位皇帝，年號「永樂」，史稱「明成祖」。 明太祖第四子，爵封燕王。封邑北平，剛毅雄傑。少時飛揚跳脫，化名朱四郎投身軍旅，追隨徐達北伐，一路自小旗、百戶、官至錦衣衛親軍指揮使司總指揮使。 憤建文因削藩迫害眾多藩王，為反擊而發動靖難之役最後篡位成功為皇，修治《永樂大典》。 |
| 成毅（少年）   | 朱棣   | 明朝第三位皇帝，年號「永樂」，史稱「明成祖」。 明太祖第四子，爵封燕王。封邑北平，剛毅雄傑。少時飛揚跳脫，化名朱四郎投身軍旅，追隨徐達北伐，一路自小旗、百戶、官至錦衣衛親軍指揮使司總指揮使。 憤建文因削藩迫害眾多藩王，為反擊而發動靖難之役最後篡位成功為皇，修治《永樂大典》。 |
| 穎兒           | 徐妙雲 | 明成祖的皇后，徐達長女，貞靜好學治家有方，為朱棣的賢內助。諡號「仁孝文皇后」。 |
| 雨婷兒（少年） | 徐妙雲 | 明成祖的皇后，徐達長女，貞靜好學治家有方，為朱棣的賢內助。諡號「仁孝文皇后」。 |

### 大明皇朝

#### 皇室
| 演員             | 角色     | 簡介 |
| 陳寶國           | 朱元璋   | 明朝開國皇帝，年號「洪武」，史稱「明太祖」。 原名朱重八，亦為馬皇后對之專稱。 劇中較史實及以往電視劇相對柔情，深愛馬皇后，愛重長子朱標，憐愛諸子。 |
| 王姬             | 馬皇后   | 明太祖的皇后，慈藹賢淑。諡號「孝慈高皇后」。 于第20集因親自照顧患痘的朱雄英，而同樣感染痘症，開始自我隔離並逐走太醫（本意是為防朱元璋遷怒太醫），於此期間崩逝。 |
| 何晟銘           | 朱標     | 明太祖的長子，大明開國伊始便立為皇太子，寬仁孝悌，深得器重，卻英年早逝。諡號「懿文太子」。 因李善長臨終之言，變得意志陰沉，而且對藍玉態度大改，並稱其為舅舅如親舅舅 之後身體健康每況愈下，更於奉旨巡視西安途中患上風疾而病逝。 |
| 劉曉潔           | 常妃     | 皇太子妃，朱標之妻，常遇春之女，虞怀王朱雄英、吴王朱允熥生母，藍玉之外甥女。 為人柔弱，但卻心直口快，胸無城府，對兒子朱雄英溺愛有加。 |
| 習雪             | 呂妃     | 皇太子妾室，後扶正為繼妃，大臣呂本之女，建文帝朱允炆、衡王朱允熞、徐王朱允熙之生母。忌憚燕王。 為人嚴以律已，寬以待人。對馬皇后孝敬之至，對常妃禮敬有加，深愛太子朱標。繼位為太子妃後，性格也隨之變得威嚴有儀。靖难后被安排陪同朱允熙一起去给懿文太子朱标守陵，永乐四年一场大火烧毁了朱允熙的官邸，朱允熙被烧死，吕太后则不知所踪，失去了一切记载。 |
| 陳奕丞           | 朱允炆   | 朱標次子，明朝第二位皇帝，年號「建文」。繼位後有感於諸王對皇位的威脅因此執意削藩而激化兵變，朱棣攻入南京時在宮內放火後不知所終。史稱「明惠帝」。 |
| 陳喆倫（少年）   | 朱允炆   | 朱標次子，明朝第二位皇帝，年號「建文」。繼位後有感於諸王對皇位的威脅因此執意削藩而激化兵變，朱棣攻入南京時在宮內放火後不知所終。史稱「明惠帝」。 |
| 董李無憂（童年） | 朱允炆   | 朱標次子，明朝第二位皇帝，年號「建文」。繼位後有感於諸王對皇位的威脅因此執意削藩而激化兵變，朱棣攻入南京時在宮內放火後不知所終。史稱「明惠帝」。 |
| 廖振豪（幼年）   | 朱允炆   | 朱標次子，明朝第二位皇帝，年號「建文」。繼位後有感於諸王對皇位的威脅因此執意削藩而激化兵變，朱棣攻入南京時在宮內放火後不知所終。史稱「明惠帝」。 |
| 吳宇倫           | 朱雄英   | 朱標嫡長子，九歲便夭折薨逝，追封虞懷王。 |
| 郭子琛（幼年）   | 朱雄英   | 朱標嫡長子，九歲便夭折薨逝，追封虞懷王。 |
| 汪興兵           | 朱允熥   | 朱標三子，原爵封吳王，靖難後被降封為廣澤王，不久後又被朱棣廢為庶人禁錮鳳陽後暴卒。 |
| 楊景天（童年）   | 朱允熥   | 朱標三子，原爵封吳王，靖難後被降封為廣澤王，不久後又被朱棣廢為庶人禁錮鳳陽後暴卒。 |
| 王松林           | 朱允熞   | 朱標四子，原爵封衡王，靖難後被降封為懷恩王，不久又被朱棣廢為庶人禁錮鳳陽後暴卒。 |
|                  | 朱允熙   | 朱標五子，原爵封徐王，靖難後被降封為敷惠王随母吕太后居懿文陵。永乐二年改封朱允熙为瓯宁王，永乐四年十二月，他因宫邸火灾被烧死。 |
| 錢泳辰           | 朱樉     | 明太祖第二子，爵封秦王。 深愛王月憫，與之鶼鰈情深。 後於奉旨領兵征伐洮州諸羌族叛亂時染上瘴疫，臨終前仍心念妻子。 其後病逝，追謚愍，稱秦愍王。 |
| 張墨錫           | 王月憫   | 秦王妃，王保保胞妹，本名敏敏帖木兒；北元間諜、掌握「探馬軍司」在京師的特務。 時刻留意大明朝廷動向，與其兄暗通書信，對局勢十分明瞭清晰，朱元璋也似已知曉而對之有戒心甚至防備。 與丈夫朱樉鶼鰈情深，更在朱樉薨逝後，於靈前以匕首自刺殉夫，追謚愍烈。                                                                                                  |
| 李雨軒           | 朱棡     | 明太祖第三子，爵封晉王。 |
| 吳燁             | 臨安公主 | 明太祖長女。嫁予李善長長子李祺。 |
| 陳龍             | 朱橚     | 明太祖第五子，爵封周王。 在建文帝削藩行動中首當其衝。 |
| 曹高波           | 朱楨     | 明太祖第六子，爵封楚王。 |
| 劉思藝           | 朱英嬈   | 明太祖次女、嫡長女，寧國公主。 |
| 陸梅軍           | 朱榑     | 明太祖第七子，爵封齊王。 被建文帝削籓囚禁。 |
| 白澍             | 朱柏     | 明太祖第十二子，爵封湘王。 因建文帝削藩而被逼迫自焚而死。 |
| 周奧運（幼年）   | 朱柏     | 明太祖第十二子，爵封湘王。 因建文帝削藩而被逼迫自焚而死。 |
| 趙赫             | 朱桂     | 明太祖第十三子，爵封代王。 被建文帝削藩囚禁。 |
| 左凌峰           | 朱權     | 明太祖第十七子，爵封寧王。 封邑大寧、掌握朵顏三衛，素有善謀之譽。 |
| 張滔             | 朱楩     | 明太祖第十八子，爵封岷王。 被建文帝削藩囚禁。 |
|                  | 朱橞     | 明太祖第十九子，爵封谷王。 在燕王兵臨南京前夕，說服李景隆開城門投降。 |
| 高宇航           | 朱高熾   | 朱棣長子，明朝第四位皇帝。心寬體胖，在朱棣出征時代理國政。繼位後年號「洪熙」，廟號「仁宗」。 |
| 高永灝（少年）   | 朱高熾   | 朱棣長子，明朝第四位皇帝。心寬體胖，在朱棣出征時代理國政。繼位後年號「洪熙」，廟號「仁宗」。 |
| 駱奕涵（幼年）   | 朱高熾   | 朱棣長子，明朝第四位皇帝。心寬體胖，在朱棣出征時代理國政。繼位後年號「洪熙」，廟號「仁宗」。 |
| 初伊             | 張氏     | 燕王世子妃、朱高熾之正妻。 |
| 王旭東           | 朱高煦   | 明成祖次子，原爵封高陽王，靖難後加封為漢王。 |
| 陳啟（少年）     | 朱高煦   | 明成祖次子，原爵封高陽王，靖難後加封為漢王。 |
| 張曉迪           | 朱高燧   | 明成祖三子，爵封趙王。 |
| 吳梓明（少年）   | 朱高燧   | 明成祖三子，爵封趙王。 |
| 葉鈺軒（童年）   | 朱高燧   | 明成祖三子，爵封趙王。 |
| 張世舉           | 朱瞻基   | 朱高熾之子，明朝第五位皇帝。奇偉類祖，繼位後年號「宣德」，廟號「宣宗」。 |
| 李沛澤（幼年）   | 朱瞻基   | 朱高熾之子，明朝第五位皇帝。奇偉類祖，繼位後年號「宣德」，廟號「宣宗」。 |
| 沙曉東           | 朱尚炳   | 秦王世子。 |
| 張琪             | 朱濟熺   | 晉王世子。 |

#### 朝堂
| 演員           | 角色   | 簡介 |
| 張豐毅         | 徐達   | 開國三十六功臣之首，征虜大將軍兼領中書省右丞相，戰功彪炳，爵封魏國公。 與女婿燕王常駐北平守護大明北疆因病重護送回京師休養，得以再見朱元璋最後一面，也因臨終想再一嘗燒鵝之心願而被朱元璋親賜燒鵝，進食後病發而亡，死後追贈中山武寧王。 |
| 王慶祥         | 李善長 | 中書省左丞相，參預機政，爵封韓國公，牽連胡案，晚節不保，下獄賜死。 周旋於朱元璋及一眾淮西開國功臣之間，直至朱元璋決定以「窮治胡案」肅清多名淮西功臣，而與朱元璋決裂，並在此次肅清中被朱元璋收監，最終賜死。                           |
| 王勁松         | 劉基   | 字伯溫，明朝開國功臣，智謀高深莫測，輔佐太祖殫精竭慮，官至御史中丞，爵封誠意伯。 |
| 畢彦君         | 湯和   | 明朝開國功臣，爵封信國公。審時度勢，全身而退，死後追贈東甌襄武王。 |
| 杜源           | 胡惟庸 | 中書省右丞相，後為左相，專擅恣肆，暗生逆心，最終被太祖誅戮，史稱「胡惟庸案」。 劇中朱元璋酷愛其相才，卻早早於空印案被抓获下狱，随后又被查出勾结淮西勋贵而被赐死（即胡惟庸案）。胡惟庸案发后，其所属的中书省亦被裁撤。                 |
| 王輝           | 李文忠 | 明朝開國功臣，太祖姊曹國公主之子、即太祖親侄子，小名保兒。將才略遜徐達仍驍勇善戰，爵封曹國公，死後追贈岐陽武靖王。 |
| 鄭曉寧         | 耿炳文 | 明初名將，官至大將軍，爵封長興侯，拙於攻略，長於守城。靖難時，被任命為大將軍，與燕軍交戰後不敵被惠帝撤換。 |
| 盧星宇         | 藍玉   | 明初名將，爵封永昌侯，後以北伐軍功加封涼國公。常遇春夫人親弟，太子妃常氏舅舅。驕矜自恃，最終以「謀反罪」被誅夷，史稱「藍玉案」。 |
| 姚橹           | 呂本   | 吏部尚書，呂太子妃之父。 在空印案後的朝局中，為明太祖殫精竭慮（劇情表現）。 |
| 舒耀瑄         | 李希顏 | 儒學者，諸皇子師。 |
| 田峻丞         | 徐允恭 | 徐達長子，襲父爵。 靖難時與燕軍拚死廝殺。燕王兵臨南京時仍拒降並率眾抵抗燕軍，最終兵敗、後被幽禁至死。 |
| 程碩男         | 徐增壽 | 徐達三子，以父蔭任左都督。 靖難時密通燕王，被建文帝當殿誅殺，朱棣追封其為定國公。 |
| 鄭博彰（少年） | 徐增壽 | 徐達三子，以父蔭任左都督。 靖難時密通燕王，被建文帝當殿誅殺，朱棣追封其為定國公。 |
| 凌鋒           | 李祺   | 李善長之子，臨安公主駙馬。靖難時守衛不力，投水而死 |
| 韓承羽         | 李景隆 | 李文忠長子，襲父爵。靖難時屢為燕王所敗。 在燕王兵臨南京前夕，接受了谷王的遊說投降。 |
| 徐宇軒         | 李增枝 | 李文忠次子，前軍左都督。 |
| 時光           | 朱亮祖 | 開國功臣之一，爵封永嘉侯。劇中與子朱暹連坐空印案，為太祖鞭笞至死。 |
| 王顥森         | 朱暹   | 朱亮祖之子，劇中與父親連坐空印案，為太祖鞭笞至死。 |
| 劉譽坤         | 盛庸   | 原北元樞密僉書，後投降於耿炳文部（劇情表現），後編入皇城親軍、任太子親衛。 靖難之役中，任平燕將軍總兵官，靖難時多次重挫燕軍。 |
| 張天陽         | 鐵鉉   | 國學監生出身，忠義剛節，誓死不屈。蒙太祖賜表字鼎石。 先後任鳳陽懷遠知縣、新設的禮科給事中、山東承宣布政使司參政等職，在國事上與燕王亦敵亦友（劇情表現）。                                                                             |
| 欒俊威         | 蘇彬   | 鳳陽知縣，有才幹且在朝廷考功中年年卓異。然而卻也是私下侵奪軍屯田畝的不法貪官。 後因其侵奪田畝的受害者為張武、而波及朱四郎（燕王）。在其猜出燕王的身分與其中祕密後，唯恐罪行被揭穿而畏罪自盡。                                         |
| 鄒敦明         | 方孝孺 | 忠直敢言。後奉召入京，授禮部祠祭司主事（劇情表現）。 建文帝繼位後，任翰林侍講，力主削藩。 |
| 濱             | 齊泰   | 兵部尚書，忌憚燕王。 建文帝繼位後，力主削藩。 |
| 孫斌           | 黃子澄 | 翰林學士，忌憚燕王。 建文帝繼位後，力主削藩。 |
| 李佑偉         | 練子寧 | 御史大夫，忌憚燕王。 建文帝繼位後，力主削藩。 |
| 單瑛哲         | 夏原吉 | 戶部尚書，老成謀國。 在財政上常有直諫，成祖對之又敬又恨（劇情表現）。 |
| 毛凡           | 朱鑒   | 大寧都指揮使，靖難時為張玉擊殺。 |
| 孫超           | 蹇義   | 吏部尚書（永樂朝），成祖輔臣。 |
| 蔡沅江         | 解縉   | 翰林學士兼第一任內閣首輔，成祖輔臣。 |
| 劉龍           | 楊士奇 | 兵部尚書兼內閣首輔，成祖輔臣。 與楊榮、楊溥並稱為「三楊」。 |
| 傅方俊         | 楊榮   | 翰林編修、後為工部尚書兼內閣首輔，成祖輔臣。 與楊溥、楊士奇並稱為「三楊」。 |
| 張風雅         | 楊溥   | 禮部尚書兼內閣首輔，成祖輔臣。 與楊榮、楊士奇並稱為「三楊」。 |
| 楊舒楓         | 盛寅   | 太醫院御醫，太醫院院使戴元禮之門下（師從其弟子王賓）。 |
| 謝寧           | 李恆   | 宦官。 |

#### 燕王府
| 演員   | 角色           | 簡介 |
| 王繪春 | 姚廣孝（道衍） | 僧人，燕王朱棣的講經師父兼智囊軍師，靖難時出謀劃策助朱棣登上帝位，死後追封榮國公。 |
| 吳懿滔 | 鄭和（馬和）   | 成祖親信宦官，奉敕遠赴西洋，宣揚國威。 |
| 薛亦倫 | 王景弘         | 成祖親信宦官，與鄭和共率艨艟。 |
| 馬敬涵 | 張玉           | 燕王幹將。原北元樞密知院，效忠王保保。洪武北伐時與海別一同被耿炳文部所俘，兩人由朱四郎（燕王）以「案件原告」身分與四十軍棍刑罰為代價，向徐達保下，並奉徐達軍令將兩人送回京師。 靖難時隨主起兵，於東昌之戰戰死，朱棣聞之痛悼，並追封榮國公，後加封河間忠武王。 |
| 李恆建 | 張輔           | 張玉之子，膽略兼人，隨父參與靖難，封新城侯，後率軍平滅安南，以功進封英國公，享祿至正統年間，死後加封定興忠烈王。 |
| 黃凱   | 王聰           | 燕王驍將，靖難後封武城侯。 |
| 李澤   | 朱能           | 燕王悍將，原燕山衛總旗，帶領朱四郎（燕王）等部下衝鋒陷陣，因功升試百戶。後由燕王向太子舉薦，晉位皇城親軍百戶。 累功至左軍左都督，爵封成國公，死後加封東平武烈王。                                                                                             |
| 馬鑫   | 張武           | 燕王大將，原鳳陽衛總旗，與「空降」成為其長官的朱四郎（燕王）不打不相識（劇情）。靖難後封成陽侯。 |
| 黃鑫   | 丘福           | 靖難首功銳將，中軍左都督，爵封淇國公。北伐蒙古時輕敵冒進，中伏身死。 |

### 漠北大元
| 演員         | 角色       | 簡介 |
| 張光北       | 王保保     | 北元齊王，本名：擴廓帖木兒。智勇雙全用兵有方為徐達的勁敵，朱元璋公認的「奇男子」。                                                  |
| 張芷溪       | 伯雅倫海别 | 北元符離公主，王保保之女。洪武北伐時被俘，後成為明朝女官，官拜典言。 直至明太祖駕崩後，蒙恩赦放歸草原、與弟弟阿魯台會合。           |
| 黄羿（少年） | 伯雅倫海别 | 北元符離公主，王保保之女。洪武北伐時被俘，後成為明朝女官，官拜典言。 直至明太祖駕崩後，蒙恩赦放歸草原、與弟弟阿魯台會合。           |
| 楊明娜       | 朱雲其木格 | 北元齊王妃，被藍玉企圖奸污，自刎而死。（過程被刪剪）                                                                                |
| 李昂         | 乃兒不花   | 北元太尉，朱棣北伐時為其所誘、送來糧食拯救了其麾下的族人，而歸降明朝。                                                              |
| 郝澤嘉       | 烏蘭圖雅   | 侍女，大明秦王妃王月憫陪嫁，亦為元廷「探馬軍司」的特務。                                                                            |
| 蘇雅拉圖     | 本雅失里   | 蒙古大汗、元世祖嫡系血胤，成祖的生平對手之一。 雖為阿魯台所擁立、卻已貌合神離，更因以處決明廷使者來立威，而引發明成祖的第一次北征。 |
| 程晓峻       | 阿魯台     | 蒙古韃靼部領袖、蒙古太師，王保保之子、亦即海別之弟，本名：伯顏帖木兒。明廷封和寧王，成祖的生平對手之一。                            |
| 哈斯圖       | 馬哈木     | 蒙古瓦剌部領袖、明廷封順寧王，成祖的生平對手之一。                                                                                  |

### 其他角色
| 演員           | 角色   | 簡介                   |
| 楊肸子         | 徐妙錦 | 徐達幺女，徐妙雲之妹。 |
| 葉軒彤（少年） | 徐妙錦 | 徐達幺女，徐妙雲之妹。 |
| 鄭玲           | 楊氏   | 鐵鉉妻子。             |
| 劉馨棋         | 呂芙   |                        |
| 朱怡清         | 盧氏   |                        |

## 電視劇歌曲
| 曲序 | 曲目                     | 演唱           |
| ---- | ------------------------ | -------------- |
| 1.   | 江山紀（片頭曲）         | 孫楠           |
| 2.   | 似水流年花落去（片尾曲） | 阿雲嘎         |
| 3.   | 一半一半（爱情主題曲）   | 張遠           |
| 4.   | 知己（情感主题曲）       | 劉惜君、王錚亮 |

## 外部連結
- 豆瓣电影上《山河月明》的資料 （简体中文）

| 中国大陆 北京衛視 | 中国大陆 北京衛視                        | 中国大陆 北京衛視 |
| ----------------- | ---------------------------------------- | ----------------- |
|                   | 山河月明 （2022年4月6日－2022年4月28日） |                   |
| —                 | —                                        |                   |

| 臺灣 緯來戲劇台 星期一至五 23:00 - 24:00        | 臺灣 緯來戲劇台 星期一至五 23:00 - 24:00   | 臺灣 緯來戲劇台 星期一至五 23:00 - 24:00 |
| ----------------------------------------------- | ------------------------------------------ | ---------------------------------------- |
|                                                 | 山河月明 （2023年12月14日－2024年2月16日） |                                          |
| 太子妃升职记 （2023年11月15日－2023年12月13日） | 知否知否应是绿肥红瘦 （重播）              |                                          |